# Kim Clijsters
Kim Antonie Lode Clijsters anhörenⓘ (* 8. Juni 1983 in Bilzen) ist eine ehemalige belgische Tennisspielerin. Die achtfache Finalistin bei Grand-Slam-Turnieren und Gewinnerin der US Open 2005, 2009 und 2010 sowie der Australian Open 2011 war sowohl im Einzel als auch im Doppel mehrere Wochen lang Weltranglistenerste.

## Karriere

### 1999–2006: drei Grand-Slam-Titel
1998 erreichte Clijsters als Juniorin das Wimbledon-Finale, gewann im Doppel die French Open an der Seite von Jelena Dokić und mit Eva Dyrberg die US Open.
Ihr Debüt im Profitennis gab sie im Mai 1999 in Antwerpen. Bereits Ende des Jahres gewann sie ihre ersten Titel, im Einzel in Luxemburg und im Doppel mit Laurence Courtois in Bratislava. 2001 erreichte sie in Paris ihr erstes Finale bei einem Grand-Slam-Turnier, in dem sie Jennifer Capriati mit 10:12 im dritten Satz nur knapp unterlag. Ihren ersten großen Erfolg feierte sie 2002 bei den WTA Tour Championships in Los Angeles, wo sie im Finale die damalige Nummer 1, Serena Williams, besiegte.
2001 wurde Clijsters zusammen mit Barbara Schett, Miriam Schnitzer und anderen mit dem TC Blau-Weiss Bocholt auch Deutsche Mannschaftsmeisterin. Kim Clijsters ist noch heute Mitglied dieses Vereins.
2003 gehörte zu ihren erfolgreichsten Jahren. Sie gewann neun Turniere, darunter erneut die WTA Tour Championships, erreichte zweimal das Finale eines Grand-Slam-Turniers (sie verlor beide gegen Justine Henin), führte einige Wochen die Weltrangliste an und beendete die Saison als Zweite hinter Henin.
Das Jahr 2004 begann mit einer Knöchelverletzung, die sie allerdings rechtzeitig zu den Australian Open auskuriert hatte, das Finale verlor sie erneut gegen Henin. Wegen einer Sehnenentzündung im linken Handgelenk (zugezogen im März in Indian Wells) und der operativen Entfernung einer Zyste verpasste Clijsters zehn Monate auf der Tour und fiel in der Weltrangliste auf Platz 134 zurück.
2005 gewann sie nach ihrem Comeback im Februar in Antwerpen schon im März die aufeinander folgenden Turniere in Indian Wells und Miami, was bis dahin nur Steffi Graf gelungen war. Innerhalb von sechs Monaten gewann sie weitere drei Turniere, kehrte wieder zurück in die Top Ten und erhielt dafür in San Diego die Auszeichnung „Comeback Player“ des Jahres. Bei 16 gespielten Turnieren erreichte sie neun Endspiele, die sie allesamt gewann. Keine andere Spielerin gewann mehr Einzeltitel in dem Jahr. Zum ersten Mal gewann sie auch im Einzel ein Grand-Slam-Turnier (US Open, Zweisatzsieg über Mary Pierce). Außerdem verhalf sie dem belgischen Fed-Cup-Team zum Sieg über Argentinien, indem sie beide Einzel und das Doppel mit Els Callens gewann. Zum zweiten Mal in ihrer Karriere beendete sie die Saison als Nummer 2 der Welt.
Das Jahr 2006 begann mit dem Sieg bei einem Einladungsturnier in Hongkong. Weniger gut lief es bei den WTA-Turnieren. In Sydney verletzte sie sich im Training an der Hüfte, so dass sie ihre Viertelfinalpartie absagen musste. Bei den Australian Open trat sie mit schmerzender Hüfte und angeschlagenem Rücken an; sie kam dennoch ins Halbfinale gegen Amélie Mauresmo, bei dem sie sich im dritten Satz den Knöchel vertrat. Die Verletzung zwang Clijsters zu einer zweimonatigen Pause.
Das restliche Jahr verlief dann wieder ziemlich erfolgreich. Sie gewann in Warschau und zum vierten Mal in Stanford, erreichte das Halbfinale der French Open und von Wimbledon – beide Male verlor sie wiederum gegen Henin – und führte die belgische Mannschaft ins Fed-Cup-Finale.
Aufgrund einer erneuten Verletzung im linken Handgelenk stieg sie in Montreal bereits in der zweiten Runde aus. Auf ihre Titelverteidigung bei den US Open und die Teilnahme am Fed-Cup-Finale musste sie verzichten.

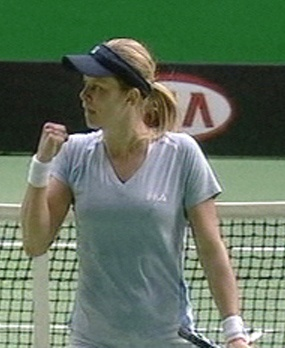
2006 bei den Australian Open

### 2007: Erster Rücktritt
Schon im August 2005 hatte Clijsters Rücktrittsgedanken geäußert: „Ich glaube, ich werde nach der Saison 2007 aufhören. Mein Körper bereitet mir jede Menge Probleme“. „Ich bin erst 22, aber mein Körper fühlt sich viel älter an“. In ihrer damals sieben Jahre andauernden Profikarriere hatte sie bereits viele Verletzungen hinter sich. Schon nach ihrer Handgelenksoperation 2004 hatten ihr die Ärzte wenig Hoffnung gegeben, jemals wieder spielen zu können. Ab diesem Zeitpunkt unterteilte Clijsters ihre Karriere in zwei Abschnitte: jenen vor und den nach dieser schweren Verletzung. „Alles, was ich jetzt erleben darf, ist nur noch ein Bonus“.
Sie begann die Saison 2007 wie die vorherige mit einer Exhibition in Hongkong, wo sie mit einem Sieg über Marija Scharapowa ihren Titel verteidigte. Bei dem Turnier startete sie erstmals seit ihrer Operation an der Seite von Swetlana Kusnezowa auch im Doppel. Eine Woche später gewann sie wie bereits 2003 auch das Turnier in Sydney.
In Melbourne gab sie auf dem Weg ins Halbfinale nur einen Satz ab, unterlag dann aber Scharapowa mit 4:6, 2:6. In Antwerpen erreichte sie das Finale, das sie gegen Amélie Mauresmo 4:6, 6:74 verlor. Bei den Sony Ericsson Open in Miami schied sie im Achtelfinale gegen Li Na aus. Bei ihrem letzten Sandplatzturnier in Warschau verlor sie ebenfalls im Achtelfinale 6:73, 3:6 gegen Julija Wakulenko. Dieses Match galt zunächst als das letzte ihrer Karriere, denn kurz nach dem Warschauer Turnier gab Clijsters auf ihrer Website den sofortigen Rücktritt vom Profitennis bekannt. „Jetzt ist es Zeit für ein neues Leben“, erklärte sie und fügte hinzu:
„Es ist mehr als nur schön gewesen. Jetzt hänge ich meine Rackets an den Nagel. Nach dem fantastischen und bewegenden Abschied beim Turnier in Antwerpen ist der Faden gerissen. Die immer wiederkehrenden Verletzungen, das mühsame morgendliche Aufstehen und die verhärteten Muskeln machten es immer nur noch schwieriger. Außerdem sind da noch die Vorbereitungen auf meine Hochzeit. Dies alles ist Grund gewesen, nicht mehr weiterzumachen.“
Bis dahin hatte Clijsters 34 Einzeltitel gewonnen, darunter ein Grand-Slam-Turnier (US Open 2005), sowie elf Doppeltitel. Sie war die erste belgische Tennisspielerin an der Spitze der WTA-Weltrangliste, die sie zwischen 2003 und 2006 insgesamt 19 Wochen innehatte.

### 2009–2012: Comeback mit zwei US-Open-Titeln, zweiter Rücktritt
Nach der Geburt ihrer Tochter kündigte Clijsters im März 2009 auf einer Pressekonferenz in ihrem Tennisclub in Bree ihr Comeback an: „Angefangen hat das Ganze mit der Einladung, in Wimbledon gegen Steffi Graf zu spielen. Das fand ich eine große Ehre. Ich habe hart trainiert, um in Wimbledon so fit wie möglich antreten zu können. Und da ich wieder härter zu trainieren begonnen hatte, kam auch der Hunger wieder. Ich bin noch zu jung, um zuhause herumzusitzen.“

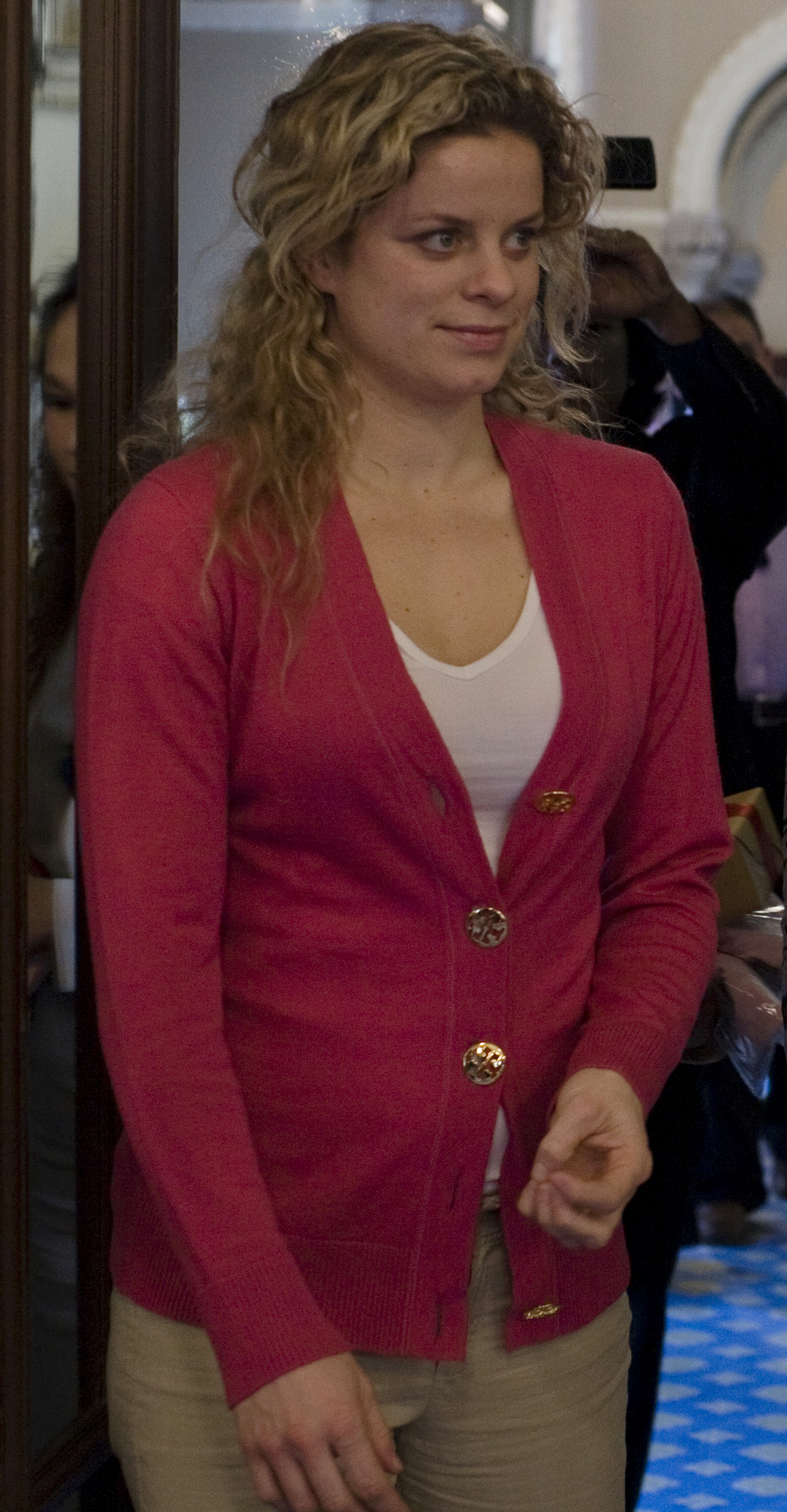
2010 in Thailand

Das erste Event, für das sie nach ihrer Rückkehr eine Wildcard erhielt, war das WTA-Turnier in Cincinnati. In sehr guter Form stieß sie dort bis ins Viertelfinale vor, in dem sie der damaligen Weltranglistenersten Dinara Safina in zwei Sätzen unterlag. Nach dem Achtelfinaleinzug in Toronto, wo sie gegen Jelena Janković verlor, ging sie bei den US Open ebenfalls mit einer Wildcard an den Start. Hier krönte sie ihr Comeback, indem sie zum zweiten Mal nach 2005 das Turnier gewann, wobei sie auf dem Weg ins Finale sowohl Venus als auch Serena Williams schlagen konnte. Sie besiegte im Finale Caroline Wozniacki mit 7:5, 6:3 und beendete das Jahr als Nummer 17 der Weltrangliste. 2010 übertraf sie noch ihre Vorjahreserfolge. Sie gewann die Turniere in Miami (Finalsieg über Venus Williams), Cincinnati (Scharapowa), Brisbane (Henin) sowie erneut die US Open mit einem Zweisatzsieg über Wera Swonarjowa, gegen die sie im Viertelfinale von Wimbledon noch ausgeschieden war. Mit dem Sieg bei den WTA Championships in Doha krönte sie die Saison.
Bei ihrem ersten Turnier 2011 kam sie in Sydney gleich ins Finale und unterlag dort Li Na in zwei Sätzen. Bei den Australian Open stand sie im Finale wieder Li Na gegenüber, diesmal gewann sie in drei Sätzen. Damit sicherte sich Clijsters ihren ersten Titel in Melbourne und ihren vierten bei einem Grand-Slam-Turnier. Mit einem Viertelfinalerfolg über Jelena Dokić in Paris setzte sie sich nach 2003 und 2006 im Februar 2011 erneut an die Spitze der Weltrangliste. Bei den French Open verlor sie in Runde zwei gegen Arantxa Rus (Nr. 114 der Welt), nachdem sie zwei Matchbälle nicht hatte nutzen können, mit 6:3, 5:7, 1:6. Hinterher äußerte sie vor dem Turnier gehegte Zweifel, ob sie wegen ihrer Handgelenkprobleme vielleicht doch besser nicht angetreten wäre. Nach dem frühzeitigen Ausscheiden legte sie eine längere Pause ein und sagte schließlich ihre Teilnahme in Wimbledon ab. Bis zum Jahresende bestritt sie kein weiteres Turnier.
Ein erneutes Comeback gab sie dann im Januar 2012 in Brisbane, wo sie auf Anhieb ins Halbfinale vorstieß. Gleiches gelang ihr auch in Melbourne, wo sich die neue Weltranglistenerste Wiktoryja Asaranka als die Stärkere erwies. Im April sagte Clijsters die komplette Sandplatzsaison ab, um ihre Hüftverletzung endlich auszukurieren. In Wimbledon konnte sie wegen einer Fußverletzung nicht teilnehmen. Bei ihrer ersten Olympiateilnahme scheiterte sie in London im Viertelfinale an Marija Scharapowa. Nach ihrem Ausscheiden bei den US Open in Runde zwei gegen Laura Robson beendete Clijsters im August 2012 endgültig ihre Karriere. Ihr letztes Profimatch bestritt sie an der Seite von Bob Bryan, mit dem sie im Mixed in der zweiten Runde Jekaterina Makarowa und Bruno Soares in drei Sätzen unterlag. Am 17. September 2012 wurde sie, an Position 20 stehend, aus der WTA-Weltrangliste genommen.

### 2020: Abermaliges Comeback
Im September 2019 kündigte Clijsters ein Comeback für das Jahr 2020 an. Das erste Turnier, an dem sie teilnahm, waren die Dubai Duty Free Tennis Championships 2020 im Februar. Sie schied nach einer Zweisatzniederlage in der ersten Runde gegen Garbiñe Muguruza aus. Auch bei den US Open verlor sie am 1. September 2020 in der ersten Runde.
Im April 2022 verkündete sie ihr endgültiges Karriereende.

## Rekorde
2003
- Am 10. August 2003 wurde sie Nummer 1 der WTA-Weltrangliste, am 18. August erreichte sie als fünfte Spielerin im Damentennis gleichzeitig Platz 1 im Einzel und im Doppel.
- Sie war die erste Spielerin, die ohne einen Grand-Slam-Titel Weltranglistenerste wurde.
- Bei allen Turnieren, bei denen sie antrat, erreichte sie mindestens das Halbfinale (mit Ausnahme der Niederlage in der zweiten Runde in Toronto); dies war bis dahin nur Monica Seles gelungen.

 2005 
- Bei ihrem Erfolg in Indian Wells war sie die am niedrigsten platzierte Spielerin der Geschichte (Rang 134), die je ein Tier-I-Turnier gewinnen konnte.

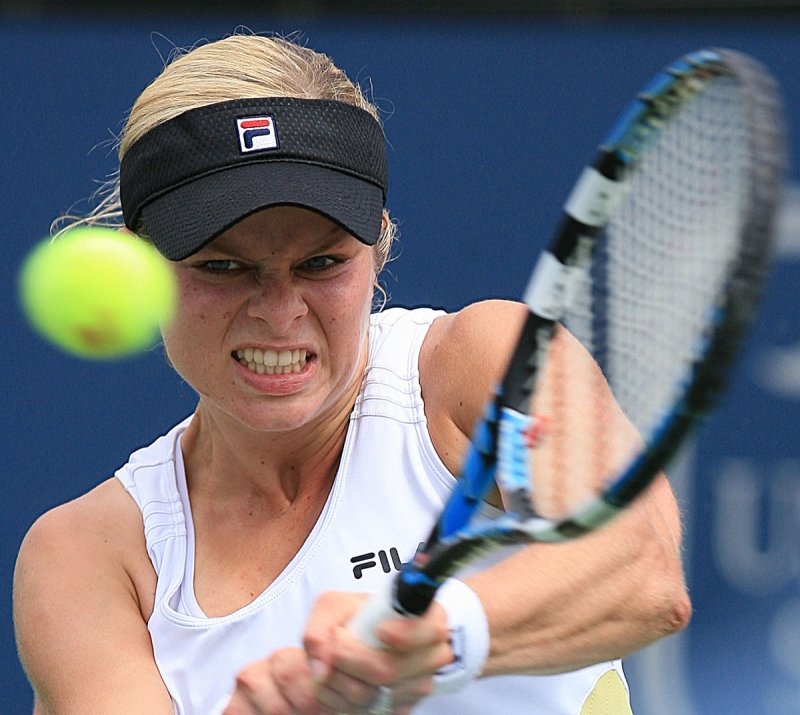
Kim Clijsters, 2006

- Als erster Spielerin nach Steffi Graf gelang es ihr, die beiden aufeinander folgenden Tier-I-Turniere in Indian Wells und Miami zu gewinnen.
- Sie gewann die Turnierserie auf den Hartplätzen vor Flushing Meadows (US Open Series) und danach die US Open, womit sich ihr Preisgeld verdoppelte. Damit kassierte sie 2,2 Mio. US$, was zugleich das höchste Preisgeld in der Geschichte des Damensports war.
- Sie gewann in diesem Jahr neun Titel, womit sie Platz 1 in der Jahreswertung und Platz 2 in der Weltrangliste erreichte. Mehr Turniere in einem Jahr hatten bis dahin nur Steffi Graf (1989: 14), Martina Hingis (1997: 12) und Monica Seles (1991, 1992: 10) gewonnen.

 2006 
- Mit ihrem Sieg über Martina Hingis im Viertelfinale der Australian Open kehrte Kim Clijsters an die Spitze der Weltrangliste zurück. Als erster Tennisspielerin gelang ihr innerhalb eines Jahres der Sprung von Platz 134 an die Spitze.

 2010 
- Bei einem Show-Match in Brüssel, bei dem sie Serena Williams mit 6:3 und 6:2 besiegte, spielte sie vor 35.681 Fans im König-Baudouin-Stadion, was einen neuen Zuschauerrekord im Tennis bedeutete.

## Auszeichnungen
Clijsters erhielt acht Mal (2000–2003, 2005, 2006, 2009, 2012) den WTA Karen Krantzcke Sportsmanship Award und wurde von der Internationalen Tennis Federation zum ITF World Champion 2005 ernannt. Für 2005 erhielt sie auch die Auszeichnungen für die „WTA-Spielerin des Jahres“ und für die „Comeback-Spielerin des Jahres“.
Außerdem bekam sie vier Nominierungen für die Laureus World Sports Awards, die auch als „sportliche Oscars“ angesehen werden: 2006 in den Kategorien „Weltsportlerin des Jahres“ und „Comeback des Jahres“, 2002 in der Kategorie „Newcomer des Jahres“ sowie 2009 nochmals für das „Comeback des Jahres“. 2017 wurde sie in die International Tennis Hall of Fame aufgenommen. Clijsters wurde zudem acht Mal zur Sportlerin des Jahres in Belgien gewählt.

## Turniersiege

### Einzel
| Nr. | Datum              | Turnier          | Kategorie              | Belag             | Finalgegnerin          | Ergebnis          |
| --- | ------------------ | ---------------- | ---------------------- | ----------------- | ---------------------- | ----------------- |
| 1.  | 26. September 1999 | Luxemburg        | WTA Tier III           | Teppich (Halle)   | Dominique van Roost    | 6:2, 6:2          |
| 2.  | 15. Januar 2000    | Hobart           | WTA Tier IVb           | Hartplatz         | Chanda Rubin           | 2:6, 6:2, 6:2     |
| 3.  | 5. November 2000   | Leipzig          | WTA Tier II            | Teppich (Halle)   | Jelena Lichowzewa      | 7:66, 4:6, 6:4    |
| 4.  | 29. Juli 2001      | Stanford         | WTA Tier II            | Hartplatz         | Lindsay Davenport      | 6:4, 6:75, 6:1    |
| 5.  | 30. September 2001 | Leipzig          | WTA Tier II            | Teppich (Halle)   | Magdalena Maleewa      | 6:1, 6:1          |
| 6.  | 28. Oktober 2001   | Luxemburg        | WTA Tier III           | Hartplatz (Halle) | Lisa Raymond           | 6:2, 6:2          |
| 7.  | 5. Mai 2002        | Hamburg          | WTA Tier II            | Sand              | Venus Williams         | 1:6, 6:3, 6:4     |
| 8.  | 13. Oktober 2002   | Filderstadt      | WTA Tier II            | Hartplatz (Halle) | Daniela Hantuchová     | 4:6, 6:3, 6:4     |
| 9.  | 27. Oktober 2002   | Luxemburg        | WTA Tier III           | Hartplatz (Halle) | Magdalena Maleewa      | 6:1, 6:2          |
| 10. | 11. November 2002  | Los Angeles      | WTA Tour Championships | Hartplatz (Halle) | Serena Williams        | 7:5, 6:3          |
| 11. | 11. Januar 2003    | Sydney           | WTA Tier II            | Hartplatz         | Lindsay Davenport      | 6:4, 6:3          |
| 12. | 16. März 2003      | Indian Wells     | WTA Tier I             | Hartplatz         | Lindsay Davenport      | 6:4, 7:5          |
| 13. | 18. Mai 2003       | Rom              | WTA Tier I             | Sand              | Amélie Mauresmo        | 3:6, 7:63, 6:0    |
| 14. | 21. Juni 2003      | ’s-Hertogenbosch | WTA Tier III           | Rasen             | Justine Henin-Hardenne | 6:74, 3:0 Aufgabe |
| 15. | 27. Juli 2003      | Stanford         | WTA Tier II            | Hartplatz         | Jennifer Capriati      | 4:6, 6:4, 6:2     |
| 16. | 10. August 2003    | Los Angeles      | WTA Tier II            | Hartplatz         | Lindsay Davenport      | 6:1, 3:6, 6:1     |
| 17. | 13. Oktober 2003   | Filderstadt      | WTA Tier II            | Hartplatz (Halle) | Justine Henin-Hardenne | 5:7, 6:4, 6:2     |
| 18. | 26. Oktober 2003   | Luxemburg        | WTA Tier III           | Hartplatz (Halle) | Chanda Rubin           | 6:2, 7:5          |
| 19. | 10. November 2003  | Los Angeles      | WTA Tour Championships | Hartplatz (Halle) | Amélie Mauresmo        | 6:2, 6:0          |
| 20. | 15. Februar 2004   | Paris            | WTA Tier II            | Teppich (Halle)   | Mary Pierce            | 6:2, 6:1          |
| 21. | 22. Februar 2004   | Antwerpen        | WTA Tier II            | Hartplatz (Halle) | Silvia Farina Elia     | 6:3, 6:0          |
| 22. | 20. März 2005      | Indian Wells     | WTA Tier I             | Hartplatz         | Lindsay Davenport      | 6:4, 4:6, 6:2     |
| 23. | 3. April 2005      | Miami            | WTA Tier I             | Hartplatz         | Marija Scharapowa      | 6:3, 7:5          |
| 24. | 18. Juni 2005      | Eastbourne       | WTA Tier II            | Rasen             | Wera Duschewina        | 7:5, 6:0          |
| 25. | 31. Juli 2005      | Stanford         | WTA Tier II            | Hartplatz         | Venus Williams         | 7:5, 6:2          |
| 26. | 14. August 2005    | Los Angeles      | WTA Tier II            | Hartplatz         | Daniela Hantuchová     | 6:4, 6:1          |
| 27. | 21. August 2005    | Toronto          | WTA Tier I             | Hartplatz         | Justine Henin-Hardenne | 7:5, 6:1          |
| 28. | 11. September 2005 | US Open          | Grand Slam             | Hartplatz         | Mary Pierce            | 6:3, 6:1          |
| 29. | 2. Oktober 2005    | Luxemburg        | WTA Tier II            | Hartplatz (Halle) | Anna-Lena Grönefeld    | 6:2, 6:4          |
| 30. | 30. Oktober 2005   | Hasselt          | WTA Tier III           | Hartplatz (Halle) | Francesca Schiavone    | 6:2, 6:3          |
| 31. | 7. Mai 2006        | Warschau         | WTA Tier II            | Sand              | Swetlana Kusnezowa     | 7:5, 6:2          |
| 32. | 30. Juli 2006      | Stanford         | WTA Tier II            | Hartplatz         | Patty Schnyder         | 6:4, 6:2          |
| 33. | 5. November 2006   | Hasselt          | WTA Tier III           | Hartplatz (Halle) | Kaia Kanepi            | 6:3, 3:6, 6:4     |
| 34. | 12. Januar 2007    | Sydney           | WTA Tier II            | Hartplatz         | Jelena Janković        | 4:6, 7:61, 6:4    |
| 35. | 13. September 2009 | US Open          | Grand Slam             | Hartplatz         | Caroline Wozniacki     | 7:5, 6:3          |
| 36. | 9. Januar 2010     | Brisbane         | WTA International      | Hartplatz         | Justine Henin          | 6:3, 4:6, 7:66    |
| 37. | 3. April 2010      | Miami            | WTA Premier Mandatory  | Hartplatz         | Venus Williams         | 6:2, 6:1          |
| 38. | 15. August 2010    | Cincinnati       | WTA Premier 5          | Hartplatz         | Marija Scharapowa      | 2:6, 7:64, 6:2    |
| 39. | 13. September 2010 | US Open          | Grand Slam             | Hartplatz         | Wera Swonarjowa        | 6:2, 6:1          |
| 40. | 31. Oktober 2010   | Doha             | WTA Tour Championships | Hartplatz         | Caroline Wozniacki     | 6:3, 5:7, 6:3     |
| 41. | 29. Januar 2011    | Australian Open  | Grand Slam             | Hartplatz         | Li Na                  | 3:6, 6:3, 6:3     |

### Doppel
| Nr. | Datum            | Turnier         | Kategorie    | Belag             | Partnerin         | Finalgegnerinnen                         | Ergebnis       |
| --- | ---------------- | --------------- | ------------ | ----------------- | ----------------- | ---------------------------------------- | -------------- |
| 1.  | 24. Oktober 1999 | Bratislava      | WTA Tier IVb | Hartplatz (Halle) | Laurence Courtois | Wolha Barabanschtschykawa Lilia Osterloh | 6:2, 3:6, 7:5  |
| 2.  | 21. Mai 2000     | Antwerpen       | WTA Tier IVa | Sand              | Sabine Appelmans  | Jennifer Hopkins Petra Rampre            | 6:1, 6:1       |
| 3.  | 11. August 2002  | Manhattan Beach | WTA Tier II  | Hartplatz         | Jelena Dokić      | Daniela Hantuchová Ai Sugiyama           | 6:3, 6:3       |
| 4.  | 27. Oktober 2002 | Luxemburg       | WTA Tier III | Hartplatz (Halle) | Janette Husárová  | Květa Hrdličková Barbara Rittner         | 4:6, 6:3, 7:5  |
| 5.  | 11. Januar 2003  | Sydney          | WTA Tier II  | Hartplatz         | Ai Sugiyama       | Conchita Martínez Rennae Stubbs          | 6:3, 6:3       |
| 6.  | 16. Februar 2003 | Antwerpen       | WTA Tier II  | Teppich (Halle)   | Ai Sugiyama       | Nathalie Dechy Émilie Loit               | 6:2, 6:0       |
| 7.  | 2. März 2003     | Scottsdale      | WTA Tier II  | Hartplatz         | Ai Sugiyama       | Lindsay Davenport Lisa Raymond           | 6:1, 6:4       |
| 8.  | 8. Juni 2003     | French Open     | Grand Slam   | Sand              | Ai Sugiyama       | Virginia Ruano Paola Suárez              | 6:75, 6:2, 9:7 |
| 9.  | 6. Juli 2003     | Wimbledon       | Grand Slam   | Rasen             | Ai Sugiyama       | Virginia Ruano Paola Suárez              | 6:4, 6:4       |
| 10. | 3. August 2003   | San Diego       | WTA Tier II  | Hartplatz         | Ai Sugiyama       | Lindsay Davenport Lisa Raymond           | 6:4, 7:5       |
| 11. | 19. Oktober 2003 | Zürich          | WTA Tier I   | Hartplatz (Halle) | Ai Sugiyama       | Virginia Ruano Paola Suárez              | 7:63, 6:2      |

## Karrierestatistik und Turnierbilanz
Einzel 
| Turnier                      | 1997              | 1998              | 1999              | 2000              | 2001              | 2002              | 2003              | 2004              | 2005              | 2006              | 2007              | 2008              | 2009              | 2010              | 2011              | 2012              | 2013              | 2014              | 2015              | 2016             | 2017              | 2018              | 2019              | 2020              | 2021             | Titel / Teiln. | Titel / Teiln. |
| ---------------------------- | ----------------- | ----------------- | ----------------- | ----------------- | ----------------- | ----------------- | ----------------- | ----------------- | ----------------- | ----------------- | ----------------- | ----------------- | ----------------- | ----------------- | ----------------- | ----------------- | ----------------- | ----------------- | ----------------- | ---------------- | ----------------- | ----------------- | ----------------- | ----------------- | ---------------- | -------------- | -------------- |
| Australian Open              | –                 | –                 | –                 | 1                 | AF                | HF                | HF                | F                 | –                 | HF                | HF                | –                 | –                 | 3                 | S                 | HF                | –                 | –                 | –                 | –                | –                 | –                 | –                 | –                 | –                | 1 / 10         | 1 / 10         |
| French Open                  | –                 | –                 | –                 | 1                 | F                 | 3                 | F                 | –                 | AF                | HF                | –                 | –                 | –                 | –                 | 2                 | –                 | –                 | –                 | –                 | –                | –                 | –                 | –                 | –                 | –                | 0 / 7          | 0 / 7          |
| Wimbledon                    | –                 | –                 | AF                | 2                 | VF                | 2                 | HF                | –                 | AF                | HF                | –                 | –                 | –                 | VF                | –                 | AF                | –                 | –                 | –                 | –                | –                 | –                 | –                 | n. a.             | –                | 0 / 9          | 0 / 9          |
| US Open                      | –                 | –                 | 3                 | 2                 | VF                | AF                | F                 | –                 | S                 | –                 | –                 | –                 | S                 | S                 | –                 | 2                 | –                 | –                 | –                 | –                | –                 | –                 | –                 | 1                 | –                | 3 / 10         | 3 / 10         |
| WTA Finals                   | –                 | –                 | –                 | VF                | HF                | S                 | S                 | –                 | RR                | HF                | –                 | –                 | –                 | S                 | –                 | –                 | –                 | –                 | –                 | –                | –                 | –                 | –                 | n. a.             | –                | 3 / 7          | 3 / 7          |
| Doha                         | n. a. bzw. a. K.  | n. a. bzw. a. K.  | n. a. bzw. a. K.  | n. a. bzw. a. K.  | n. a. bzw. a. K.  | n. a. bzw. a. K.  | n. a. bzw. a. K.  | n. a. bzw. a. K.  | n. a. bzw. a. K.  | n. a. bzw. a. K.  | n. a. bzw. a. K.  | –                 | n. a. bzw. a. K.  | n. a. bzw. a. K.  | n. a. bzw. a. K.  | –                 | –                 | –                 | a. K.             | –                | a. K.             | –                 | a. K.             | –                 | a. K.            | 0 / 0          | 0 / 0          |
| Dubai                        | n. a. bzw. a. K.  | n. a. bzw. a. K.  | n. a. bzw. a. K.  | n. a. bzw. a. K.  | n. a. bzw. a. K.  | n. a. bzw. a. K.  | n. a. bzw. a. K.  | n. a. bzw. a. K.  | n. a. bzw. a. K.  | n. a. bzw. a. K.  | n. a. bzw. a. K.  | n. a. bzw. a. K.  | –                 | –                 | –                 | andere Kategorie  | andere Kategorie  | andere Kategorie  | –                 | a. K.            | –                 | a. K.             | –                 | a. K.             | –                | 0 / 0          | 0 / 0          |
| Indian Wells                 | –                 | –                 | –                 | AF                | F                 | 2                 | S                 | 3                 | S                 | –                 | –                 | –                 | –                 | 3                 | AF                | –                 | –                 | –                 | –                 | –                | –                 | –                 | –                 | n. a.             | 1                | 2 / 9          | 2 / 9          |
| Miami                        | –                 | –                 | –                 | AF                | AF                | VF                | HF                | –                 | S                 | 2                 | AF                | –                 | –                 | S                 | VF                | 3                 | –                 | –                 | –                 | –                | –                 | –                 | –                 | n. a.             | –                | 2 / 10         | 2 / 10         |
| Berlin                       | –                 | –                 | –                 | –                 | 1                 | 2                 | F                 | AF                | AF                | –                 | –                 | –                 | n. a. bzw. a. K.  | n. a. bzw. a. K.  | n. a. bzw. a. K.  | n. a. bzw. a. K.  | n. a. bzw. a. K.  | n. a. bzw. a. K.  | n. a. bzw. a. K.  | n. a. bzw. a. K. | n. a. bzw. a. K.  | n. a. bzw. a. K.  | n. a. bzw. a. K.  | n. a. bzw. a. K.  | n. a. bzw. a. K. | 0 / 5          | 0 / 5          |
| Madrid                       | n. a. bzw. a. K.  | n. a. bzw. a. K.  | n. a. bzw. a. K.  | n. a. bzw. a. K.  | n. a. bzw. a. K.  | n. a. bzw. a. K.  | n. a. bzw. a. K.  | n. a. bzw. a. K.  | n. a. bzw. a. K.  | n. a. bzw. a. K.  | n. a. bzw. a. K.  | n. a. bzw. a. K.  | –                 | –                 | –                 | –                 | –                 | –                 | –                 | –                | –                 | –                 | –                 | n. a.             | –                | 0 / 0          | 0 / 0          |
| Rom                          | –                 | –                 | –                 | –                 | 2                 | HF                | S                 | –                 | –                 | AF                | –                 | –                 | –                 | –                 | –                 | –                 | –                 | –                 | –                 | –                | –                 | –                 | –                 | –                 | –                | 1 / 4          | 1 / 4          |
| San Diego                    | andere Kategorie  | andere Kategorie  | andere Kategorie  | andere Kategorie  | andere Kategorie  | andere Kategorie  | andere Kategorie  | –                 | VF                | F                 | –                 | n. a. bzw. a. K.  | n. a. bzw. a. K.  | n. a. bzw. a. K.  | n. a. bzw. a. K.  | n. a. bzw. a. K.  | n. a. bzw. a. K.  | n. a. bzw. a. K.  | n. a. bzw. a. K.  | n. a. bzw. a. K. | n. a. bzw. a. K.  | n. a. bzw. a. K.  | n. a. bzw. a. K.  | n. a. bzw. a. K.  | n. a. bzw. a. K. | 0 / 2          | 0 / 2          |
| Kanada                       | –                 | –                 | –                 | –                 | –                 | AF                | AF                | –                 | S                 | 2                 | –                 | –                 | AF                | VF                | 2                 | –                 | –                 | –                 | –                 | –                | –                 | –                 | –                 | n. a.             | –                | 1 / 7          | 1 / 7          |
| Cincinnati                   | n. a. bzw. a. K.  | n. a. bzw. a. K.  | n. a. bzw. a. K.  | n. a. bzw. a. K.  | n. a. bzw. a. K.  | n. a. bzw. a. K.  | n. a. bzw. a. K.  | n. a. bzw. a. K.  | n. a. bzw. a. K.  | n. a. bzw. a. K.  | n. a. bzw. a. K.  | n. a. bzw. a. K.  | VF                | S                 | –                 | –                 | –                 | –                 | –                 | –                | –                 | –                 | –                 | –                 | –                | 1 / 2          | 1 / 2          |
| Peking                       | nicht ausgetragen | nicht ausgetragen | nicht ausgetragen | nicht ausgetragen | nicht ausgetragen | nicht ausgetragen | nicht ausgetragen | nicht ausgetragen | nicht ausgetragen | nicht ausgetragen | nicht ausgetragen | nicht ausgetragen | –                 | –                 | –                 | –                 | –                 | –                 | –                 | –                | –                 | –                 | –                 | n. a.             | n. a.            | 0 / 0          | 0 / 0          |
| Wuhan                        | nicht ausgetragen | nicht ausgetragen | nicht ausgetragen | nicht ausgetragen | nicht ausgetragen | nicht ausgetragen | nicht ausgetragen | nicht ausgetragen | nicht ausgetragen | nicht ausgetragen | nicht ausgetragen | nicht ausgetragen | nicht ausgetragen | nicht ausgetragen | nicht ausgetragen | nicht ausgetragen | nicht ausgetragen | –                 | –                 | –                | –                 | –                 | –                 | n. a.             | n. a.            | 0 / 0          | 0 / 0          |
| Zürich                       | –                 | –                 | –                 | –                 | –                 | VF                | HF                | –                 | –                 | –                 | –                 | n. a. bzw. a. K.  | n. a. bzw. a. K.  | n. a. bzw. a. K.  | n. a. bzw. a. K.  | n. a. bzw. a. K.  | n. a. bzw. a. K.  | n. a. bzw. a. K.  | n. a. bzw. a. K.  | n. a. bzw. a. K. | n. a. bzw. a. K.  | n. a. bzw. a. K.  | n. a. bzw. a. K.  | n. a. bzw. a. K.  | n. a. bzw. a. K. | 0 / 2          | 0 / 2          |
| Olympische Spiele            | nicht ausgetragen | nicht ausgetragen | nicht ausgetragen | –                 | nicht ausgetragen | nicht ausgetragen | nicht ausgetragen | –                 | nicht ausgetragen | nicht ausgetragen | nicht ausgetragen | –                 | nicht ausgetragen | nicht ausgetragen | nicht ausgetragen | VF                | nicht ausgetragen | nicht ausgetragen | nicht ausgetragen | –                | nicht ausgetragen | nicht ausgetragen | nicht ausgetragen | nicht ausgetragen | –                | 0 / 1          | 0 / 1          |
| Billie Jean King Cup         | –                 | –                 | –                 | HF                | S                 | VF                | HF                | VF                | PO                | F                 | –                 | –                 | –                 | PO                | HF                | –                 | –                 | –                 | –                 | –                | –                 | –                 | –                 | –                 | –                | 1 / 9          | 1 / 9          |
| Statistik                    | Statistik         | Statistik         | Statistik         | Statistik         | Statistik         | Statistik         | Statistik         | Statistik         | Statistik         | Statistik         | Statistik         | Statistik         | Statistik         | Statistik         | Statistik         | Statistik         | Statistik         | Statistik         | Statistik         | Statistik        | Statistik         | Statistik         | Statistik         | Statistik         | Statistik        | S/N            | Sieg%          |
| Turnierteilnahmen            | 1                 | 4                 | 11                | 17                | 22                | 21                | 21                | 6                 | 17                | 14                | 5                 | 0                 | 4                 | 11                | 8                 | 7                 | 0                 | 0                 | 0                 | 0                | 0                 | 0                 | 0                 | 3                 | 2                | Gesamt: 174    | Gesamt: 174    |
| Erreichte Finals             | 0                 | 2                 | 4                 | 3                 | 6                 | 6                 | 15                | 3                 | 9                 | 5                 | 2                 | 0                 | 1                 | 5                 | 3                 | 0                 | 0                 | 0                 | 0                 | 0                | 0                 | 0                 | 0                 | 0                 | 0                | Gesamt: 64     | Gesamt: 64     |
| Gewonnene Titel              | 0                 | 2                 | 2                 | 2                 | 3                 | 4                 | 9                 | 2                 | 9                 | 3                 | 1                 | 0                 | 1                 | 5                 | 1                 | 0                 | 0                 | 0                 | 0                 | 0                | 0                 | 0                 | 0                 | 0                 | 0                | Gesamt: 44     | Gesamt: 44     |
| Hartplatz-Siege/-Niederlagen | 0:0               | 4:1               | 11:2              | 16:8              | 30:10             | 35:10             | 59:7              | 9:2               | 49:4              | 23:6              | 11:2              | 0:0               | 13:3              | 32:4              | 21:5              | 11:4              | 0:0               | 0:0               | 0:0               | 0:0              | 0:0               | 0:0               | 0:0               | 0:3               | 0:2              | 324:73         | 82 %           |
| Sand-Siege/-Niederlagen      | 2:1               | 11:1              | 15:5              | 1:2               | 12:5              | 10:3              | 17:2              | 3:0               | 8:3               | 6:2               | 0:1               | 0:0               | 0:0               | 2:1               | 1:1               | 0:0               | 0:0               | 0:0               | 0:0               | 0:0              | 0:0               | 0:0               | 0:0               | 0:0               | 0:0              | 88:27          | 77 %           |
| Rasen-Siege/-Niederlagen     | 0:0               | 0:0               | 6:1               | 2:2               | 7:2               | 2:2               | 9:1               | 0:0               | 8:1               | 11:3              | 0:0               | 0:0               | 0:0               | 6:2               | 1:1               | 9:2               | 0:0               | 0:0               | 0:0               | 0:0              | 0:0               | 0:0               | 0:0               | 0:0               | 0:0              | 61:17          | 78 %           |
| Teppich-Siege/-Niederlagen   | 0:0               | 0:0               | 8:2               | 10:4              | 6:1               | 4:2               | 5:2               | 8:0               | 2:1               | 3:1               | 3:1               | 0:0               | 0:0               | 0:0               | 0:0               | 0:0               | 0:0               | 0:0               | 0:0               | 0:0              | 0:0               | 0:0               | 0:0               | 0:0               | 0:0              | 49:14          | 78 %           |
| Gesamt-Siege/-Niederlagen    | 2:1               | 15:2              | 40:10             | 29:16             | 55:18             | 51:17             | 90:12             | 20:2              | 67:9              | 43:12             | 14:4              | 0:0               | 13:3              | 40:7              | 23:7              | 20:6              | 0:0               | 0:0               | 0:0               | 0:0              | 0:0               | 0:0               | 0:0               | 0:3               | 0:2              | 522:131        | 80 %           |
| Sieg%                        | 67 %              | 88 %              | 80 %              | 64 %              | 75 %              | 75 %              | 88 %              | 91 %              | 88 %              | 78 %              | 78 %              | –                 | 81 %              | 85 %              | 77 %              | 77 %              | –                 | –                 | –                 | –                | –                 | –                 | –                 | 0 %               | 0 %              | Gesamt:        | 80 %           |
| Jahresendposition            | –                 | –                 | 44                | 18                | 5                 | 3                 | 1                 | 2                 | 2                 | 1                 | 4                 | –                 | 17                | 3                 | 1                 | 12                | –                 | –                 | –                 | –                | –                 | –                 | –                 | 1023              | 1118             | N/A            | N/A            |

Zeichenerklärung: S = Turniersieg; F, HF, VF, AF = Einzug ins Finale / Halbfinale / Viertelfinale / Achtelfinale; 1, 2, 3 = Ausscheiden in der 1. / 2. / 3. Hauptrunde; RR = Round Robin (Gruppenphase); n. a. = nicht ausgetragen; a. K. = andere Kategorie; PO (Playoff) = Auf- und Abstiegsrunde im Fed Cup; K1, K2, K3 = Teilnahme in der Kontinentalgruppe I, II, III im Fed Cup.
Anmerkung: Diese Statistik berücksichtigt alle Ergebnisse im Einzel, so wie es auf der WTA-Seite steht. Dargestellt sind nur WTA-Turniere der Kategorie Tier I (bis 2008), die WTA-Turniere der Kategorien Premier Mandatory und Premier 5 (2009–2020) bzw. die WTA-Turniere der Kategorien 1000 (seit 2021).

## Persönliches
Kims Vater Leo Clijsters (1956–2009) war belgischer Fußball-Nationalspieler. Ihre Mutter, Els Vandecaetsbeek, war Belgische Meisterin in der Rhythmischen Sportgymnastik.
2003 verlobte sich Clijsters mit ihrem langjährigen Freund, dem australischen Tennisspieler Lleyton Hewitt; sie trennten sich jedoch im Oktober 2004 kurz vor der geplanten Hochzeit. Im April 2006 verlobte sie sich mit dem Basketballspieler Brian Lynch, der für die Mannschaft ihrer Heimatstadt Bree spielte. Am 13. Juli 2007 heirateten die beiden. Am 27. Februar 2008 kam ihre Tochter zur Welt. Wenige Wochen später brachte Kims 43-jährige Mutter einen Sohn zur Welt, somit hat Kims Tochter einen jüngeren Onkel. Ihre Patentante ist Elke Clijsters, Kims Schwester, die ebenfalls Tennisspielerin war und als Juniorin 2002 Weltmeisterin im Doppel wurde, ihre Karriere wegen Rückenproblemen allerdings aufgeben musste. Im September 2013 und im Oktober 2016 wurde Kim Clijsters jeweils Mutter eines Jungen.